# Конгрегація (католицизм)
Конгрега́ція, конґреґація (лат. congregatio — союз, з'єднання) в католицтві — сукупність, союз або організація монастирів, які додержуються однакового статуту; часто — синонім слова «орден». Якщо говорити точніше, то під конгрегацією мають на увазі подібне до чернечого співтовариство, затверджене єпископом або  Папою та відмінне від чернечого тим, що члени його складають не урочисті, a лише прості обітниці.

## Історія
Основною формою чернечого життя в католицькій церкві епохи середньовіччя були чернечі ордени, проте вже починаючи з XIII століття в Церкві почали утворюватися чернечі громади, які не мали статусу ордена та офіційно не затверджені Святим Престолом. Прообразом таких громад багато в чому послужили рухи бегінок та бегардів. Члени таких громад, на відміну від ченців регулярних орденів, складали не «урочисті», а так звані «звичайні» обітниці. 
1568 року папа Пій V з метою впорядкування чернечого життя зобов'язав усі чернечі конґреґації прийняти статути та ввести складання урочистих обітниць, проте згодом з'явилися нові конгрегації зі «звичайними» обітницями (урсулинки, піари) або взагалі без обітниць (ораторіанці), щиро кажучи, які взагалі не були чернечими (для них пізніше був уведений термін товариство апостольського життя). Безліч дрібніших конґреґацій, які займалися, головним чином, світською роботою (навчання дітей, догляд за хворими, видання літератури) з'явилися у XVIII і XIX століттях. 
1900 року Святий Престол визнав чернечий статус подібних конгрегацій та визначив їх структуру. Кодексі канонічного права 1917 року остаточно визначив статус чернечих конґреґацій. Впродовж XX століття спостерігалася тенденція до скорочення відмінностей між орденами та конгрегаціями, зокрема 1983 року поділ чернечих обітниць на «урочисті» та «звичайні» було остаточно скасовано.

## Найвідоміші конґреґації
- Ассумпціоністи
- Вербісти
- Камальдули
- Кларетинці
- Лазаристи
- Маріани
- Ораторіанці
- Піари
- Редемптористи